# Dinamo Czelabińsk
Dinamo Czelabińsk (ros. Футбольный клуб «Динамо» Челябинск, Futbolnyj Kłub "Dinamo" Czelabinsk) – rosyjski klub piłkarski z siedzibą w Czelabińsku.

## Historia
Chronologia nazw:
- ...—1949: Dinamo Czelabińsk (ros. «Динамо» Челябинск)

Piłkarska drużyna Dinamo Czelabińsk debiutowała w 1936 w rozgrywkach Pucharu ZSRR, a w 1937 w Grupie D Mistrzostw ZSRR.
W 1946 zespół startował w Trzeciej Grupie, podgrupie Uralskiej, w której zajął drugie miejsce i awansował do Drugiej Grupy, podgrupy 2.
Po sezonie 1949 klub został rozformowany.

## Sukcesy
- 4. miejsce w Drugiej Grupie ZSRR: 1947
- 1/8 finału w Pucharze ZSRR: 1947